# Marcus Iulius Rufus
Marcus Iulius Rufus (vollständige Namensform Marcus Iulius Marci filius Fabia Rufus) war ein im 1. Jahrhundert n. Chr. lebender Angehöriger der römischen Armee.
Durch eine Inschrift, die in Ancyra gefunden wurde, ist belegt, dass Rufus als Centurio in der Legio IIII Scythica diente, die ihr Hauptlager in Zeugma in der Provinz Syria hatte. Zum Zeitpunkt der Errichtung der Inschrift hatte er den Rang eines Princeps prior in der zweiten Kohorte der Legion erreicht.
Darüber hinaus geht aus der Inschrift hervor, dass Rufus von zwei Kaisern militärische Auszeichnungen erhielt (donis donato). Das erste Mal wurde er von Vespasian (69–79) ausgezeichnet. Die zweite Auszeichnung erhielt er von Domitian (81–96), der ihn mit der Teilnahme an einer albata decursio ehrte. Die Kriege, in denen er die Auszeichnungen erhielt, sind in der Inschrift nicht genannt. Es ist auch unsicher, ob Rufus zu den Zeitpunkten, als er die Ehrungen erhielt, bereits in der Legio IIII Scythica oder in einer anderen Legion diente. Falls er unter Vespasian bereits in der IIII Scythica diente, kommen die Gefechte, die Marcus Ulpius Traianus als Statthalter von Syria gegen die Parther führte, dafür in Frage. In welchem der Kriege von Domitian er die Auszeichnung erhielt, ist nicht zu ermitteln.
Rufus war in der Tribus Fabia eingeschrieben. Die Inschrift wurde ihm zu Ehren durch das Kollegium der in Ancyra ansässigen Veteranen (collegium veteranorum qui Ancyrae consistunt) errichtet.